# 박피술
박피술(Dermabrasion)은 피부의 겉부분을 벗겨내 아래 부분에서 새로운 피부가 재생되는 원리를 이용한 치료법이다. 예전부터 피부질환이나 흉터 등의 치료에 사용됐다. 주된 방법은 레이저를 이용한 레이저 박피술이다. 광노화가 진행된 30~60대 환자 1천명을 대상으로 레이저를 이용한 입술 주변 주름 박피술 시술 결과 99%의 만족도를 보이는 등 주로 흉터 제거에 이용되는 레이저 박피술이 입술 주변 주름 제거에도 만족도가 높은 것으로 나타났다.레이저 박피술은 레이저로 에너지의 강약을 일정하게 조절, 균일한 깊이로 박피를 시행해 안전성이 좋고 신속하게 박피를 시행할 수 있다. 좋은 효과 못지않게 부작용의 예방도 중요하다. 치료 부위의 피부에 필요한 영양분을 공급하기 위해 새로운 혈관이 많이 생기게 돼 시술 부위가 1~3개월 동안 붉은색을 띠며 때로는 6개월 이상 지속되기도 한다. 치료 후 색소 침착으로 인한 변색을 방지하기 위해 햇빛을 피하는 게 필수적이다.